# 天狗 (中篇小说)
《天狗》，贾平凹的代表性中篇小说。
《天狗》荣获《中篇小说选刊》优秀作品奖。

## 内容
丹江边上的堡子裡流行“打井”。
李正有个徒弟叫“天狗”（36岁），没有家室，喜欢抓兔子、钓鱼、鬥蚂蚱。
师娘疼爱天狗，每次师徒俩出去打井，她都给徒弟天狗系上红裤带，祈求他平安。
天狗和师傅李正三天打完一口井，之后就陪师傅的儿子“五兴”玩蝈蝈去了。
天狗在街上听到妇女们在唱歌，当他听到师娘的歌声时，有点冲动，对唱时把师娘比作嫦娥。
天狗也喜欢师娘，师娘劝他幹门职业，成个家室，在餐馆刷盘子。
一次，天狗喝醉了，把服务员当做师娘，他后来决定回到堡子，制作洗碗刷。
大姨关心天狗，替他找了个寡妇，天狗不喜欢寡妇，却喜欢师娘。
有一次，师娘喊他，原来师傅被石头压住了，救出来之后却成了“废人”，为了给师傅治病，天狗花费了自己娶老婆的积蓄。
师傅觉得对不住他，打算自杀。后来，师傅让师娘嫁给天狗，好照顾儿子五兴、师娘和他自己。
一次，师傅肚子疼，天狗去药房买药时，得知蝎子贵而且稀少，于是就去抓蝎子卖钱，同时买了书本，研究养蝎子。
不久，天狗成了养蝎子的师傅。
大雨冲垮了家里的墙，第三天，师傅在房里上吊自杀。
百日忌日那天，师傅托梦给天狗，让他好好顾家和照顾自己的家人。

## 主题和风格
该中篇小说塑造了“天狗”这个“恋母癖”的男人，也塑造了朴实的师傅“李正”、饱含爱的师娘，叙述了一个伤感的爱情故事，写出了纯净的民间道德和独特的地域文化观念。